# Stephanie Nur
Stephanie Nur (* 1988 in Kairo) ist eine österreichische Schauspielerin.

## Leben und Karriere
Nur wurde 1988 in Kairo geboren. Sie ist die Tochter eines österreichischen Diplomaten und einer syrischen Malerin. Sie spricht fließend Arabisch, Deutsch, Italienisch und Englisch.
Stephanie absolvierte ein Psychologiestudium an der University of Stirling in Schottland. Ihr Debüt gab sie 2021 in der Serie 1883. Anschließend war sie 2023 in dem Film My Big Fat Greek Wedding – Familientreffen zu sehen. Im selben Jahr trat Nur in der Serie Special Ops: Lioness auf. 2024 bekam sie eine Rolle in dem Netflixfilm Maria.

## Filmografie (Auswahl)
- 2021: 1883
- 2023: Special Ops: Lioness
- 2023: My Big Fat Greek Wedding – Familientreffen (My Big Fat Greek Wedding 3)
- 2024: Maria (Mary)